# Жуль Альфонс Гоффманн
Жуль Альфонс Гоффманн, Жуль Альфонс Оффманн (фр. Jules Hoffmann; нар. 2 серпня 1941, Люксембург) — французький імунолог і цитолог люксембурзького походження, лауреат нобелівської премії з фізіології і медицини за 2011 рік спільно з Брюсом Бетлером та Ральфом Стейнманом за дослідження активації вродженого імунітету .

## Біографія
Жуль Гоффманн народився 2 серпня 1941 року в місті Ехтернах в Люксембурзі. У 1969 році в Страсбурзькому університеті здобув ступінь доктора наук з біології. У 1973—1974 роках займався постдокторські роботою в Марбурзькому університеті в Німеччині. З 1964 по 1968 рік працював дослідником у французькому Національному центрі наукових досліджень. У 1974 році став керівником науково-дослідних робіт Центру. У 1978—2005 роки він обіймав посаду директора відділення 9022 «Імунні відповіді та їхній перебіг у комах». У період з 1993 по 2005 рік він також керував Інститутом молекулярної і клітинної біології в Страсбурзі.
Жуль Гоффманн є членом кількох академій, серед яких німецька Леопольдина, Французька академія наук, Французька академія, Європейська Академія, EMBO, Американська академія мистецтв і наук. Крім того, Гоффман з 2006 року є іноземним членом Російської академії наук .

## Основні праці
- Progress in Ecdysone Research, éd. Elsevier North Holland, 1980 ISBN 0-444-80194-4
- Biosynthesis Metabolism and Mode of Action of Invertebrate Hormones, Berlin, New York, éd. Springer-Verlag, 1985 ISBN 0-387-13667-3 (разом з M. Porchet)

## Нагороди
- 1983:Gay-Lussac-Humboldt-Prize[en]
- 1987:член-кореспондент Французької академії наук[16]
- 1988:член Леопольдини[17]
- 1992:член Французької академії наук[16]
- 1993:член Європейської Академії
- 2002:Орден Почесного легіону
- 2003:Премія Вільяма Корі[en]
- 2003:член Американської академії мистецтв і наук[18]
- 2004:Премія Роберта Коха[en][19]
- 2006:член Російської академії наук[20]
- 2007:Премія Бальцана спільно з Брюсом Бетлером[21]
- 2008:член Національної академії наук США
- 2010:Премія Розенстіла[en][22]
- 2010:Премія Кейо з медицини[en][23]
- 2011:Премія Шоу спільно з Брюсом Бетлером і Русланом Меджитовим[24]
- 2011:Міжнародна премія Гайрднера[25]
- 2011:Золота медаль Національного центру наукових досліджень[26]
- 2011:Нобелівська премія з фізіології або медицини спільно з Брюсом Бетлером і Ральфом Стейнманом
- 2012:член Французької академії
- 2015:Великий Орден Дубового вінця